# Variazione di fuoco computazionale
La variazione di fuoco computazionale (o multifocalizzazione) è un metodo di calcolo su n piani focali per ottenere un'immagine nitida e per misurare la profondità mediante l'impiego di un'ottica con limitata profondità di campo.

## Algoritmo
L'algoritmo opera come segue:
1. All'inizio vengono acquisite n immagini con differenti piani focali mediante lo spostamento dell'oggetto inquadrato o dell'obiettivo, in relazione l'uno all'altro.
2. Per ciascuna posizione viene calcolata la distanza focale
3. Il piano con la migliore messa a fuoco è usato per ottenere un'immagine nitida e la sua posizione relativa, rispetto agli altri piani focali, viene acquisita per il calcolo della corrispondente profondità.

## Ottica
La metodologia di variazione di fuoco computazionale è tanto più efficace quanto più limitata è la profondità di campo, è pertanto necessario l'impiego di  obiettivi da microscopio, tali obiettivi hanno infatti un'elevata apertura numerica che dà una piccola profondità di campo.

## Campi di impiego
Questa metodologia viene utilizzata in metrologia ottica delle superfici e con  macchine di misura a coordinate per misure senza contatto di forma, ondulazioni e rugosità di componenti di qualsiasi natura.
Mediante l'impiego di un sistema hardware opportuno ed un software dedicato è possibile effettuare misurazioni con una risoluzione laterale di 500 nanometri  (limitazione della lunghezza d'onda della luce nel visibile) e una risoluzione verticale fino a 10 nm.

## Vantaggi e svantaggi
La metodologia consente l'acquisizione e la misura di componenti con pareti molto ripide in quanto può essere utilizzata una illuminazione anulare per estendere il campo di superficie inquadrata.
Possono essere acquisite informazioni addizionali relativamente al colore del soggetto in esame.
Possono essere misurate superfici anche molto ruvide.
Di contro, la metodologia non può essere utilizzata se la superficie del campione non fornisce la struttura dell'immagine. Questo significa ad es. che non può essere utilizzata per l'esame di wafers, vetri, specchi eccetera per i quali sono più indicati sistemi di misura interferometrici.

## Normative
Il Comitato ISO sta lavorando ad una nuova serie di standard ISO che prende il nome di  serie ISO 25.178. La parte 6 del documento descrive i metodi disponibili per la misura della rugosità. La Variazione di Fuoco Computazionale è uno dei metodi descritti.